# Natalia Romero

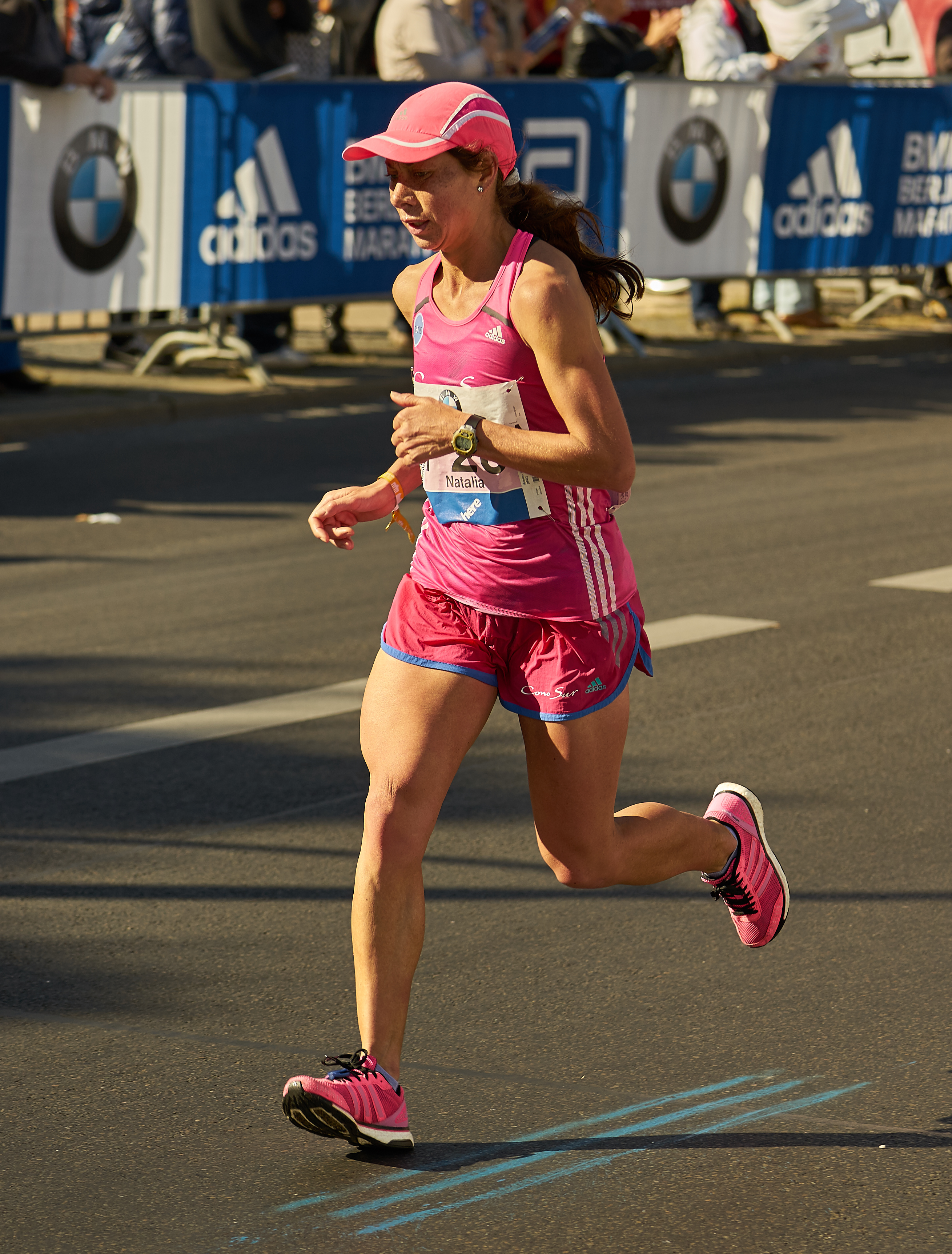
Natalia Romero beim Berlin-Marathon 2015

Natalia del Carmen Romero Jaramillo (* 26. Februar 1980 in Talagante) ist eine chilenische Marathonläuferin.
2008 und 2010 gewann sie den Santiago-Marathon. Nach einem dritten Platz beim Buenos-Aires-Marathon 2010 wurde sie 2011 Vierte in Santiago und Siebte bei den Panamerikanischen Spielen in Guadalajara.
2012 siegte sie mit ihrer Bestzeit von 2:34:55 h zum dritten Mal beim Santiago-Marathon und qualifizierte sich damit für die Olympischen Spiele in London, bei denen sie auf den 69. Platz kam.